# Зельдович Олександр Юхимович
Олександр Юхимович Зельдович (рос. Александр Ефимович Зельдович; нар. 4 грудня 1958, Москва, РРФСР, СРСР) — радянський і російський режисер кіно і театру, сценарист.

## Біографія
Народився в родині Алли Єфремівни Гербер, російської письменниці, кінокритика та правозахисниці. Навчався в середній фізико-математичній школі № 2 (нині — ліцей «Друга школа»). У 1980 році закінчив психологічний факультет Московського державного університету ім. М. В. Ломоносова. Працював психологом в медичних установах Москви. 
У 1986 році закінчив Вищі курси сценаристів і режисерів (майстерні Гліба Панфілова та Олександра Мітти).
Зняв короткометражні фільми: «Прогулянка містом» (1983), «Мальва» (1984), «Воїтелька» (1986). 
З 1986 року — режисер-постановник кіностудії «Мосфільм». У великому кіно дебютував в 1990 («Захід», на теми Ісака Бабеля). На початку 1990-х навчався режисурі і продюсування в Європейській кіноакадемії (м. Берлін).
У 2000 році представив фільм «Москва» за сценарієм, написаним у співавторстві з Володимиром Сорокіним. Картина стала подією російського кіно, була показана в офіційній програмі МКФ у Венеції і багатьох інших міжнародних кінофестивалях і удостоєна премій у різних номінаціях.
У лютому 2003 року дебютував як театральний режисер.
Картина «Мішень» (2011) була удостоєна російської Національної премії кінокритики і кінопреси «Білий Слон» в трьох номінаціях.

## Громадянська позиція
У березні 2014 підписав лист «Ми з Вами!» на підтримку України.
У 2018 підтримав звернення Європейської кіноакадемії на захист ув'язненого у Росії українського режисера Олега Сенцова.

## Фільмографія
Режисер-постановник:
- «Прогулянка містом» (1983, к/м; співавт сценарію)
- «Мальва» (1984, к/м)
- «Воїтелька» (1986, к/м)
- «Захід» (1990)
- «Москва» (2000, співавт сценарію)
- «Процес» (2002, повнометражний док. фільм)
- «Зима. Весна» (2004, к/м; сценарист, художник-постановник)
- «Мішень» (2011)
- «Медея» (2021, сценарист, продюсер)